# Liste der Wüstungen in Braunschweig

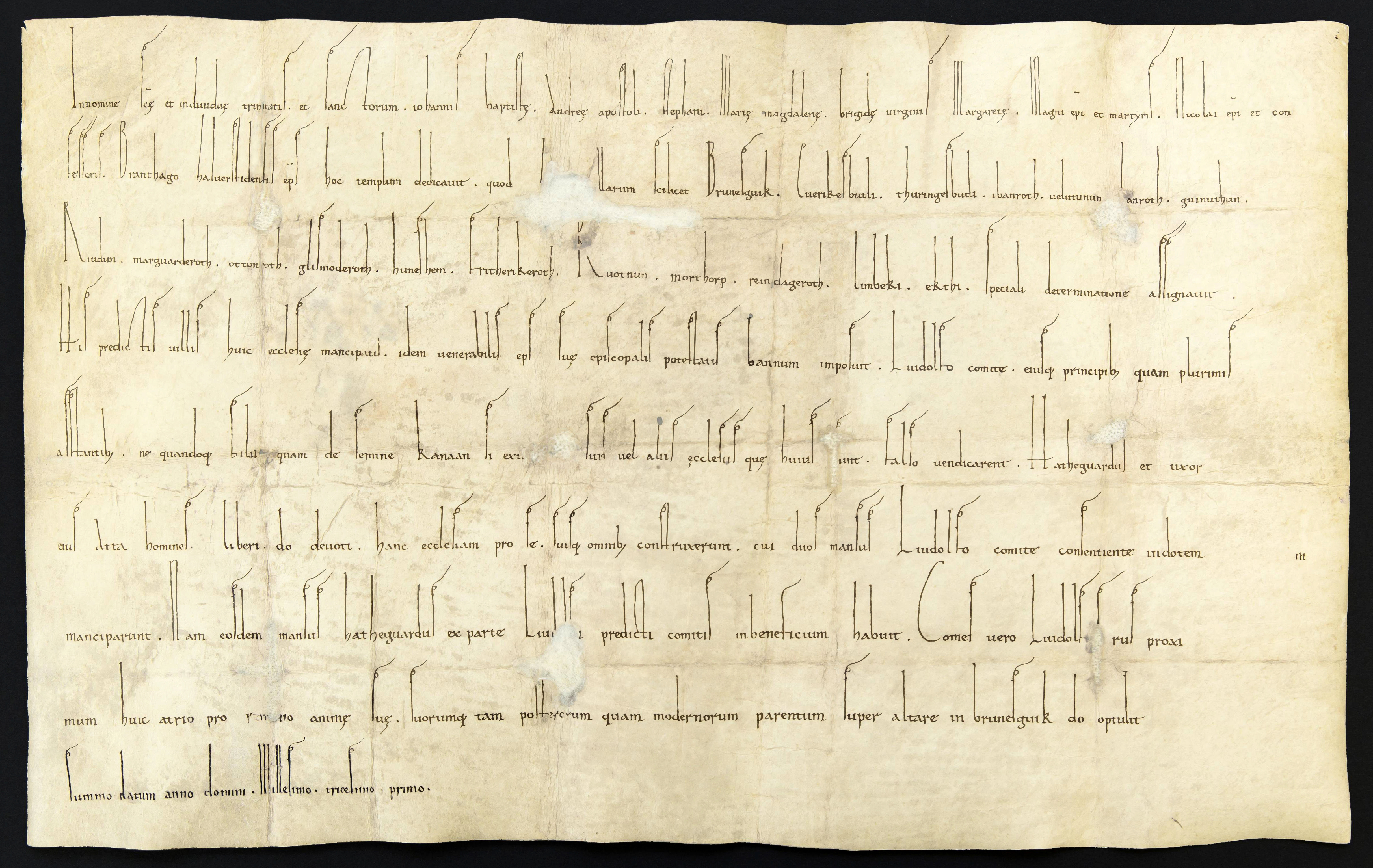
Die Weiheurkunde der Magnikirche aus dem Jahre 1031. Sie ist gleichzeitig der älteste urkundliche Nachweis des Namens „Brunesguik“ (2. Zeile, mittig), aus dem im 16. Jahrhundert „Braunschweig“ wurde.

Die Liste der Wüstungen in Braunschweig basiert auf der Zusammenstellung in der Regionalkarte zur Geschichte und Landeskunde – Braunschweig/Salzgitter von 2015 und enthält vorwiegend die dort im Stadtgebiet kartierten und beschriebenen Wüstungen. Weitere Wüstungen, die sich aus den einschlägigen Flurnamen Wüstemark, Wöhrden usw. ergeben, deren Existenz aber ansonsten nicht verschriftlicht ist, enthält die Liste nicht.
Die Jahresdaten der Ersterwähnung beziehen sich mit 1007 auf die Steterburger Annalen und mit 1031 auf die Weiheurkunde von St. Magni.

## Liste der Wüstungen
| Name                  | Lage                                                                        | Ersterwähnung Name                   | Beginn des Wüstliegens                           | Bemerkung                                                                                            |
| --------------------- | --------------------------------------------------------------------------- | ------------------------------------ | ------------------------------------------------ | --- |
| Artburg               | nahe Gut Steinhof 52° 19′ 4,6″ N, 10° 27′ 5,3″ O                            | 1365 De Ertborch                     | 1406 Wiese                                       | möglicherweise identisch mit Dutzem, Name zu Asseburg verändert                                      |
| Dutzem                | Gut Steinhof 52° 19′ 4,6″ N, 10° 27′ 5,3″ O                                 | 1326 Locum ville quondam Dhucen      | vor 1326                                         | später Domäne Steinhof des Kreuzklosters                                                             |
| Brunsrode             | Altewiek um St. Magni 52° 15′ 44,5″ N, 10° 31′ 47,4″ O                      | ohne                                 | vor 1026                                         | in der Gründung von Brunesguik aufgegangen, „Namenswüstung“                                          |
| Cyriakusstift         | Theodor-Heuss-Straße 52° 15′ 25,3″ N, 10° 31′ 4,8″ O                        | 1060 gestiftet                       | 1545 abgebrochen                                 | Straßenname Cyriaksring erinnert an Stift                                                            |
| Dankwarderode         | Kohlmarkt 52° 15′ 44,5″ N, 10° 31′ 12,1″ O                                  | 1067 Aecclesie Toncguarderoth        | 11. Jahrhundert in Kohlmarktsiedlung aufgegangen | Ortsname ging auf Burg Dankwarderode über                                                            |
| Eichtal               | Eichtalstraße/Bei dem Gerichte 52° 16′ 29,2″ N, 10° 30′ 23″ O               | 1187 Curia Ekthe                     | -                                                | Vorwerk von St. Blasius bzw. Kreuzkloster                                                            |
| Eilersbüttel          | Frickenmühle bei Harxbüttel 52° 20′ 22,6″ N, 10° 29′ 55,5″ O                | um 1200 Eilardesbuttle               | unbekannt                                        | Mühlenstandort noch vorhanden                                                                        |
| Eisenbüttel           | Hoheworth bei Eisenbütteler Straße 52° 14′ 55″ N, 10° 31′ 11,2″ O           | um 1200 Eysenbutle                   | ab 1050 zum Cyriakusstift                        | Mühlenstandort weiter vorhanden                                                                      |
| Ekthe                 | unbestimmt, lt. Dürre vorm Augusttor                                        | 1031 Ekthi                           | unbekannt                                        | Verwechslung mit Eichtal wird nicht angenommen, da das Eichtal nicht im Kirchsprengel St. Magni war. |
| Everikesbüttel        | unbestimmt, vorm Wendentor 52° 16′ 31,7″ N, 10° 30′ 55,3″ O                 | 1031 Everikesbutli                   | 12. Jahrhundert                                  | Lage nicht nachgewiesen                                                                              |
| Friderikerot          | etwa Schöppenstedter Turm nördlich Rautheim 52° 15′ 0,3″ N, 10° 35′ 32,6″ O | 1031 Fritherikeroth                  | 12. Jahrhundert                                  | Lage nicht nachgewiesen                                                                              |
| Gropendorf            | Pottkamp in Wenden 52° 19′ 52,9″ N, 10° 30′ 59″ O                           | 1576 Hinter dem Gropen Dorp          | ab 1400                                          | Scherbenfunde am Ostufer der Schunter deuten auf Töpferei hin                                        |
| Harderode             | nordöstl. Querum 52° 18′ 8,1″ N, 10° 34′ 15,4″ O                            | 1161 In Herdenrothe                  | 1325                                             | 1310 zum Kloster Riddagshausen                                                                       |
| Hegersdorf            | nördlich Hondelage 52° 20′ 6,6″ N, 10° 36′ 26,6″ O                          | 1307 Hegerdorp                       | 15. Jahrhundert                                  | Kirchenfundamentreste in Die Wöhren                                                                  |
| Honrode               | bei Veltenhof 52° 19′ 26,8″ N, 10° 27′ 26,9″ O                              | 1031 Hanroth                         | zwischen 1370 und 1380                           | Feldmark fiel an Walle                                                                               |
| Hospital St. Leonhard | östlich der Innenstadt 52° 14′ 38,2″ N, 10° 33′ 34,8″ O                     | unbekannt                            | Kapelle blieb erhalten                           | Straßenname, Quartiersname                                                                           |
| Hühnerbruch           | etwa Schwarzer Berg 52° 17′ 17,4″ N, 10° 31′ 2,6″ O                         | 1240 silvam quae Honrebroc dicitur   | unbekannt                                        | Lage von Dürre vermutet                                                                              |
| Hünessem              | nahe dem Lünischteich 52° 15′ 57,4″ N, 10° 34′ 17,7″ O                      | 1031 Huneshem                        | 12. Jahrhundert                                  | Lage wegen Name Hünischen Teich vermutet                                                             |
| Kaunum                | westlicher Rand der Buchhorst 52° 15′ 20,7″ N, 10° 35′ 48,3″ O              | 1067 Cauenheim                       | vermutlich 1146                                  | heute noch Kauleteich vorhanden                                                                      |
| Könneckenrode         | bei Schapen 52° 15′ 0,3″ N, 10° 35′ 32,6″ O                                 | 1605 Könneckenrode                   | unbekannt                                        | Scherbenfunde in Volkmaroder Flur                                                                    |
| Kreuzkloster          | Rennelberg 52° 15′ 0,3″ N, 10° 35′ 32,6″ O                                  | 1241 Sanct Crucis                    | 1944                                             | Zerstörung im Zweiten Weltkrieg                                                                      |
| Limbeck               | etwa Heidbergsiedlung 52° 14′ 9,2″ N, 10° 31′ 58,7″ O                       | 1179 Limbeke                         | nach 1220                                        | Lämmchenteich als Überlieferung, Limbeker Straße im Bebelhof                                         |
| Marquarderode         | nahe Dowesee/Schuntersiedlung 52° 17′ 50,4″ N, 10° 32′ 6,3″ O               | 1031 Marguarderoth                   | 1320                                             | Ärkeroder Feld                                                                                       |
| Mordorf               | Brodweg bei Riddagshausen 52° 15′ 41,1″ N, 10° 33′ 49,1″ O                  | 1031 Morthorp                        | unbekannt                                        | Hinweis möglicherweise Über dem Moorteiche                                                           |
| Münstedt              | etwa Jödebrunnen 52° 15′ 27″ N, 10° 29′ 56,9″ O                             | 1219-25 Munnenstidde                 | unbekannt                                        | 1754 Erwähnung Müncheweiden                                                                          |
| Norddorf              | Die Wöhrden bei Waggum 52° 20′ 7,7″ N, 10° 33′ 48,2″ O                      | unbekannt                            | unbekannt                                        | Scherbenfunde In den Grashöfen                                                                       |
| Ottenrode             | Gliesmarode, am Nussberg 52° 16′ 36″ N, 10° 33′ 9,6″ O                      | 1031 Ottonroth                       | unbekannt                                        | Ottenroder Straße erinnert an Ortschaft                                                              |
| Raf                   | beim Raffturm Richtung Lamme 52° 15′ 44″ N, 10° 27′ 7,9″ O                  | 1228 Raf                             | 1269 an das Kreuzkloster                         | siehe auch Raffteich                                                                                 |
| Reindageroth          | nordwestlich Rautheim 52° 15′ 1,5″ N, 10° 34′ 12,5″ O                       | 1007 Regindegesrode                  | unbekannt                                        | Reindagerothweg erinnert an Ortschaft                                                                |
| Richenberg            | etwa Schützenplatz an der Hamburger Straße 52° 17′ 2,7″ N, 10° 31′ 3,7″ O   | ca. 1226 Richenberge prope Brunesvik | nach 1445                                        | Reichenbergstraße erinnert an Ortschaft                                                              |
| Rischau               | etwa heutiges Kanzlerfeld 52° 17′ 22,8″ N, 10° 26′ 56,1″ O                  | 1318 Rischen                         | zwischen 1414 und 1488                           | möglicherweise Rundlingsdorf                                                                         |
| Scathorst             | Sydikum zwischen Querum und Hondelage 52° 18′ 32,4″ N, 10° 35′ 18,3″ O      | 1215/16 Scahthorst                   | um 1300                                          | Funde von Siedlungskeramik                                                                           |
| Türingesbüttel        | Lage nicht bekannt                                                          | 1007 Turingesbutle                   | 12. Jahrhundert                                  | - |
| Veltem                | Veltenhof 52° 18′ 23,3″ N, 10° 29′ 35,7″ O                                  | 1007 Teletunnum                      | um 1300                                          | weiterhin bewohnt, „Namenswüstung“                                                                   |
| Wentorf               | zwischen Stöckheim und Mascherode 52° 12′ 52″ N, 10° 32′ 50″ O              | 1161 Winetorp                        | um 1200                                          | Lage nicht nachgewiesen                                                                              |
| Wolfshagen            | westlicher Rand der Südstadt 52° 14′ 11,1″ N, 10° 33′ 16,5″ O               | 1172 Wolveshagen                     | unbekannt                                        | Flurname im 18. Jahrhundert, evtl. identisch mit Limbeck                                             |

## Einzelnachweis
1. ↑  
Wolfgang Meibeyer: Wüstungen. In: Mit der Arbeitsgruppe Geschichte der Braunschweigischen Landschaft: Brage Bei der Wieden, Wolfgang Meibeyer, Niels Petersen (Hrsg.): Regionalkarte zur Geschichte und Landeskunde Blätter Braunschweig und Salzgitter. Institut für Historische Landesforschung der Universität Göttingen, Hannover 2015, ISBN 978-3-941177-30-7, S. 48–60.

- Karte mit allen Koordinaten:
- OSM |
- WikiMap